# Adrienne Rich
Adrienne Cecile Rich (16 de maig de 1929, Baltimore, Maryland - 27 de març de 2012, Santa Cruz, Califòrnia) va ser una poeta, intel·lectual, crítica i activista lesbiana estatunidenca. Va morir a l'edat de 82 anys.
Va ser estudiant del Col·legi Radcliffe (Harvard), quan els seus poemes van ser elegits per a publicar-se en el Premi Yale de poesia jove, del qual es va derivar Un canvi de món (1951), que va reflectir la seva tècnica formal. La seva següent obra mostra la transformació d'una poesia ben treballada però imitativa fins a un estil personal enèrgic. El seu creixent compromís amb el moviment feminista va influir molts dels seus treballs. La seva obra poètica, juntament amb la d'Audre Lorde i d'Alice Walker, han inspirat la lluita no només de feministes nord-americanes sinó també d'Amèrica Llatina.

## Biografia
Adrienne Rich va néixer a Baltimore, Maryland, la més gran de dues germanes. El seu pare, el reconegut patòleg Arnold Rice Rich, era el president de Patologia a l'Escola Mèdica de Johns Hopkins, i la seva mare, Helen Elizabeth (Jones) Rich, era pianista (abans de contraure matrimoni) i compositora. El seu pare venia d'una família jueva, mentre que la seva mare era protestant del sud; les dues filles van ser educades dins del cristianisme. La influència primerenca en la poesia d'Adrienne Rich ve del seu pare, qui la va incentivar a llegir però també a escriure la seva pròpia poesia. El seu interès per la literatura deriva també de la biblioteca del seu pare, on va llegir l'obra d'escriptors com ara Ibsen, Arnold, Blake, Keats, Rossetti i Tennyson. El seu pare tenia moltes il·lusions en Adrienne i «planejava crear un pròdig». Adrienne Rich i la seva germana menor van ser educades per la seva mare fins que l'Adrienne va començar l'ensenyament públic durant el quart curs. Els poemes Sources i After Dark documenten la seva relació amb el seu pare i descriuren com ella treballava molt per satisfer les ambicions dels seus pares perquè ella s'hi mogués en un món en el qual s'esperava que sobresortís.
Durant els darrers anys, Rich va anar a l'Escola Roland Park Country, la qual va descriure com «una bona escola antiquada que ens donava models de dones solteres que eren apassionades intel·lectualment». Després d'acabar els seus estudis d'ensenyament secundari, Rich va obtenir el seu títol universitari al Col·legi de Radcliffe, Harvard, on es va dedicar especialment a la poesia i a aprendre tècniques d'escriptura, sense cap professora.
El 1951, durant el seu últim any a la Universitat, la primera col·lecció de poesia de Rich, Un canvi de món (A Change of World), va ser elegida pel poeta veterà W. H. Auden per al Premi de Joves Poetes de Yale; ell va escriure la introducció de l'esmentat volum. Un cop es va graduar, Rich va rebre la Beca Guggenheim per estudiar a Oxford durant un any. Després de visitar Florència (Itàlia) va decidir deixar els seus estudis a Oxford i romandre la resta del temps a Europa escrivint i explorant Itàlia.
Rich va morir el 27 de març de 2012, als 82 anys d'edat, a la seva casa de Santa Cruz, Califòrnia. El seu fill, Pablo Conrad, va comunicar que la seva mort va ser a conseqüència d'una artritis reumatoide que patia des de feia temps. La seva última col·lecció de poesia va ser publicada el 2011. Rich va deixar els seus tres fills i la seva companya sentimental Michelle Cliff.

## Obra
- A Change of World, New Haven: Yale University Press, 1951.
- The Diamond Cutters, Nova York: Harper, 1956.
- Snapshots of a Daughter-in-Law, Nova York: Harper, 1963.
- Necessities of Life, Nova York: Norton, 1966.
- Leaflets, Nova York: Norton, 1969.
- Will to Change, Nova York: Norton, 1971.
- Diving Into the Wreck, Nova York: Norton, 1972; Submergir-se en el naufragi. Traducció: Pol Guasch. Pròleg: Ada Bruguera. Barcelona: Poncianes, 2022.
- Of Woman Born: Motherhood as Experience and Institution, Nova York: Norton, 1976; Naixem de dona. La maternitat com a experiència i institució. Traducció: Núria Busquet. Palma: Lleonard Muntaner, 2022. Col. «Speculum Mundi».
- Twenty-One Love Poems, 1974-1976, Emeryville: Effie's Press, 1976; Vint-i-un poemes d'amor (1974-1976). Adrienne Rich. Introducció i notes: Encarna Sant-Celoni Verger. Traducció: Encarna Sant-Celoni Verger i Isabel Robles Gómez. València: PUV, 2019.
- Dream of a Common Language, Nova York: Norton, 1978.
- A Wild Patience Has Taken Me This Far, Nova York: Norton, 1981.
- Sources, Woodside: Heyeck Press, 1983.
- On Lies, Secrets and Silence: Selected Prose 1966-1978, Nova York: Norton, 1979; Sobre mentiras, secretos y silencios. Trad. de Margarita Dalton, Barcelona: Icaria, 1983.
- Blood, Bread, and Poetry: Selected Prose 1979-1985, Nova York: Norton, 1986.
- The Fact of a Doorframe, Nova York: Norton, 2001.
- An Atlas of the Difficult World, Nova York: Norton, 1991; Atlas d'un món difícil. Poemes 1988-1991. Traducció: Montserrat Abelló. Posfaci: Marta Pérez Novales. València: Denes, 1994, col·lecció «Poesia Edicions de la Guerra».
- Dark Fields of the Republic, Nova York: Norton, 1995.
- Arts of the Possible: Essays and Conversations, Nova York: Norton, 2001; reimp. 2013; Artes de lo posible: ensayos y conversaciones, Trad. de María Soledad Sánchez, Madrid: Horas y Horas, 2005.
- Fox: Poems 1998-2000, Nova York: Norton, 2001; reimp. 2003.
- Telephone Ringing in the Labyrinth: Poems 2004-2006, Nova York: Norton, 2007.
- Tonigth No Poetry Will Serve: Poems 2007-2010, Nova York: Norton, 2010.
- Vesuvi a casa. El poder d'Emily Dickinson. Introducció i traducció: Carme Manuel. Pròleg: Vicent Berenguer. València: PUV, 2022. Col. «Breviaris» 30.